# 剛Q超児イッキマン
『剛Q超児イッキマン』（ごうきゅうちょうじイッキマン）は、1986年4月13日から同年11月23日 まで日本テレビ系列で全32話が放送された、東映動画製作のSFスポーツアニメ。

## 概略
西暦2062年、新たな形の野球「バトルボール」が誕生していた。おっちょこちょいだが熱い闘志を燃やすイッキマンこと沢村一気は、仲間とともに優勝を目指してバトルボールを戦い続ける。
放送枠移動となった前番組『キン肉マン』の荒唐無稽ぶりを継承した形で、制作前年に阪神タイガースが21年振りの優勝・初の日本一になったことによる野球人気にあやかって制作された作品。
韓国では韓国放送公社で『ホームラン王剛速球』のタイトルで放映されたが、作中の暴力シーンについて視聴者から苦情が殺到したことから放送中止に追いやられた。局側の説明では「予定の放送回数を終えたため」としている。

## バトルボールについて
本作品で扱われる競技「バトルボール」は、野球を基礎とする格闘技、ドッジボールを掛け合わせた異種球技である。ただし、次の相違点がある。

### ルールでの相違点
- 実際の野球では9人で守備を行うのに対して、同作では7人で行う（遊撃手と中堅手がいない）。
- 打撃では、バット以外にもラケットの使用や、素手やキックなど多彩な方法が認められる。実際の野球は木製バット、軟式・硬式野球は金属バット以外での打撃は禁止である。
- 走者の心臓の位置にボールをタッチするとアウト。これは1塁へ向かう走者にも適用される。そのため、進塁を狙う走者とそれを阻止する守備との間で、格闘を伴うことがある。野球でのルールはタッチアウトで、格闘技を伴う行為は守備妨害となる。

### 選手登録での相違点
- テニスやアイスホッケーなど、野球以外の競技を専門とする選手もチームに加わっている。
- ユニフォームは選手自前となっている。

## キャラクター

### ブループラネッツ
地球代表チーム。
沢村 一気（さわむら いっき）（イッキマン）
声 - 堀秀行
投手。通称イッキマン。北海道出身。超人的な身体能力を持つ少年。実は十数年前にカプセルに乗ってやって来た宇宙人。
幼なじみの桃江星子に片思いしていたが、星子が歌手デビューにより上京したために失恋、しかし星子への夢は諦め切れず、有名超人になるべくブループラネッツに入団した。
ブループラネッツのエースピッチャー。
名投手沢村栄治の子孫の設定。
天馬 宙子（てんま ちゅうこ）
声 - 渡辺菜生子
ブループラネッツのオーナーの娘。
メカニクリッヒ
声 - 野田圭一
ブループラネッツのドクター。
カトリーヌ
声 - 山本百合子
二塁手。ブループラネッツの女性選手。金髪の大柄な女性。バッティングにはラケットを使用。
孫 天空（そん てんくう）
声 - 古谷徹
三塁手。ブループラネッツの選手。小柄で身軽。デビルサターンズ戦で深手を負った。
孫悟空の子孫の設定。
ランボーマン
声 - 佐藤正治
投手・一塁。実は受刑者で、試合の時だけ刑務所から招聘されている。
シルヴェスター・スタローンがモデル。
縁側 卓二（えんがわ たくじ）
投手。一気が入団するまではエースピッチャーだった。
当時の読売ジャイアンツの投手・江川卓がモデル。
ペラ・ペロー
投手。
イワノフ
捕手。ブループラネッツ一の巨漢にしてスラッガー。バッティングにはアイスホッケースティックを使用。
ロング・レッグ
一塁手。
カルイッス
一塁手。控え。
コマネチャクレ
二塁手。控え。
ジョニー・ウォークマン
ライト。イギリスの出身。
ドン・ハレンチノ
レフト。
養子田（ようしだ）監督
声 - 大竹宏
苗字のモデルは当時、阪神タイガースの監督だった吉田義男。

### ブラッキーズ
ハレー彗星から地球に遠征してきたチーム。
サムソン
声 - 郷里大輔
一塁手。孤高的な宇宙代表のブラッキーズの強打者。心臓の発作に苦しむ。
イッキマンの生き別れの兄。デビルサンダーズ戦で途中からブループラネッツの一員となった。
サタノワール
声 - 柴田秀勝
チームのオーナー。
デネボラ
捕手。
タックール
一塁手。
アルテリフ
一塁手。
ルーズ
二塁手。
マッケンゾー
二塁手。
ラサラス
三塁手。
アルギエバ
レフト。
レオニス
ライト。

### その他
桃江 星子（ももえ せいこ）
声 - 秋本理央
沢村一気の幼なじみ。人気アイドル歌手。
名前のモデルは山口百恵と松田聖子。
ソフィー
声 - 柴田由美子
ドアクスキー
声 - 戸谷公次

## スタッフ
- 企画 - 武井英彦(日本テレビ)、木村京太郎
- 原作 - たなみやすお
- 漫画版 - 高橋かずお（週刊少年マガジン連載）
- 音楽 - 横山菁児
- 製作担当 - 岸本松司
- 製作担当補 - 樋口宗久
- キャラクター・デザイン - 西城隆詞
- OP作画 - 上妻晋作
- 美術デザイン - 窪田忠雄
- シリーズ・ディレクター - 西沢信孝
- プロデューサー - 田宮武、横山和夫
- 撮影 - 玉川芳行 他
- 編集 - 片桐公一
- 録音 - 立花康夫
- 効果 - 横山正和
- 選曲 - 宮下滋
- 制作 - 読売広告社、東映動画

## 主題歌・挿入歌
オープニングテーマ - 「いくぜ! イッキマン!!」
作詞 - 森雪之丞 / 作曲 - フランキー・T / 編曲 - 矢野立美 / 歌 - 樋浦一帆
エンディングテーマ - 「イッキマン・マーチ」
作詞 - 阿部孝夫/ 作曲・編曲 - 矢野立美 / 歌 - 樋浦一帆
挿入歌
「ときめきセブンティーン」
作詞 - 竜真知子 / 作曲 - 国安わたる / 編曲 - 林有三 / 歌 - 秋本理央
「夏の予感」
作詞 - 森浩美 / 作曲 - 瀬井広明 / 編曲 - 林有三 / 歌 - 秋本理央
主題歌と挿入歌をそれぞれ収録したEPレコードは、キングレコード（スターチャイルド・レーベル）より発売。

## 各話リスト
| 話数   | 放送日（再放送）    | サブタイトル                       | 脚本     | 絵コンテ   | 演出       | 作画監督          |
| ------ | ------------------- | ---------------------------------- | -------- | ---------- | ---------- | ----------------- |
| 第1話  | 1986年 4月13日      | めざせ! てっぺんヒーロー           | 山崎晴哉 | 西沢信孝   | 西沢信孝   | 西城隆詞 今井正彦 |
| 第2話  | 4月20日             | イッキ投法! ヒグマ殺し!!           | 山崎晴哉 | 石崎すすむ | 石崎すすむ | 西城隆詞 進藤満尾 |
| 第3話  | 4月27日             | 特訓なんかクソくらえ!!             | 山崎晴哉 | 芹川有吾   | 芹川有吾   | 西城隆詞          |
| 第4話  | 5月4日              | 地獄のサードつぶし!!               | 寺田憲史 | 石崎すすむ | 石崎すすむ | 西城隆詞 進藤満尾 |
| 第5話  | 5月11日             | ゴルフ超人の逆襲!                  | 寺田憲史 | 笠井由勝   | 又野弘道   | 直井正博          |
| 第6話  | 5月18日             | 秘打! ダイヤモンドヘッド!!         | 寺田憲史 | 石崎すすむ | 石崎すすむ | 進藤満尾          |
| 第7話  | 5月25日             | 強敵! サムソン登場!!               | 寺田憲史 | 白土武     | 又野弘道   | 河合静男          |
| 第8話  | 6月1日              | イッキ投法対居合い抜き打法         | 菅良幸   | 笠井由勝   | 川端蓮司   | 直井正博          |
| 第9話  | 6月8日              | マサイマン殺人事件!!               | 寺田憲史 | 石崎すすむ | 石崎すすむ | 進藤満尾          |
| 第10話 | 6月15日             | 新魔球! ヒグマ殺し パートII        | 寺田憲史 | 梅澤淳稔   | 菊池一仁   | 上村栄司          |
| 第11話 | 6月22日             | 復活! 新魔球!!                     | 菅良幸   | 森田風太   | 石崎すすむ | 進藤満尾          |
| 第12話 | 6月29日             | 地獄から帰って来た男               | 菅良幸   | 梅澤淳稔   | 堀川和政   | 直井正博          |
| 第13話 | 7月6日              | 怒れる男! ランボーマン             | 寺田憲史 | 森田風太   | 石崎すすむ | 進藤満尾          |
| 第14話 | 7月13日             | 怒りの新魔球! イナズマ返し         | 寺田憲史 | 菊池一仁   | 菊池一仁   | 上村栄司          |
| 第15話 | 7月20日             | 男の約束! 勝利の2文字!!            | 菅良幸   | 石崎すすむ | 石崎すすむ | 進藤満尾          |
| 第16話 | 7月27日             | 不屈の闘魂! 明日への挑戦           | 菅良幸   | 遠藤勇二   | 遠藤勇二   | 河合静男          |
| 第17話 | 8月3日              | 魔球! ピラニアの牙                 | 寺田憲史 | 森田風太   | 石崎すすむ | 進藤満尾          |
| 第18話 | 8月10日             | <P.D.>は殺しの合図!?               | 寺田憲史 | 東野竜夫   | 堀川和政   | 直井正博          |
| 第19話 | 8月17日             | 打倒! ピラニア投法                 | 菅良幸   | 石崎すすむ | 石崎すすむ | 進藤満尾          |
| 第20話 | 8月31日（11月30日） | 熱投復活! 電気ウナギ投法!?         | 菅良幸   | 菊池一仁   | 菊池一仁   | 上村栄司          |
| 第21話 | 9月7日（12月7日）   | 恐怖!! サタノワールの野望!         | 山崎晴哉 | 東野竜夫   | 堀川和政   | 山崎展義          |
| 第22話 | 9月14日（12月14日） | とどけ! 友情のサムソンシフト       | 山崎晴哉 | 石崎すすむ | 石崎すすむ | 進藤満尾          |
| 第23話 | 9月21日（12月21日） | 星の運命を背負った男たち!          | 寺田憲史 | 東野竜夫   | 堀川和政   | 河合静男          |
| 第24話 | 9月28日（12月28日） | 勝負!!バトルボール決勝戦!          | 寺田憲史 | 福留政彦   | 福留政彦   | 進藤満尾          |
| 第25話 | 10月5日             | THE NEW CHALLENGE あらたなる挑戦!! | 菅良幸   | 勝間田具治 | 勝間田具治 | 直井正博          |
| 第26話 | 10月12日            | 守れ! チャンピオンフラッグ         | 菅良幸   | 石崎すすむ | 石崎すすむ | 進藤満尾          |
| 第27話 | 10月19日            | 殺人軍団の罠                       | 山崎晴哉 | 菊池一仁   | 菊池一仁   | 内山正幸          |
| 第28話 | 10月26日            | 戦慄のデビルサンダース!!           | 山崎晴哉 | 福留政彦   | 福留政彦   | 進藤満尾          |
| 第29話 | 11月2日             | 死を呼ぶか!? バトル&ラン!          | 寺田憲史 | 芹川有吾   | 芹川有吾   | 河合静男          |
| 第30話 | 11月9日             | 怒れ! ランボーマン!!               | 寺田憲史 | 石崎すすむ | 石崎すすむ | 進藤満尾          |
| 第31話 | 11月16日            | 野獣! コマンドマン現わる!!         | 菅良幸   | 芹川有吾   | 芹川有吾   | 直井正博          |
| 第32話 | 11月23日            | やったぜ!! てっぺんヒーロー        | 菅良幸   | 福留政彦   | 福留政彦   | 進藤満尾          |

## 放送局
放送系列は放送当時、放送日時は個別に出典が掲示されてあるものを除き、1986年8月中旬 - 9月上旬時点のものとする。
| 放送地域       | 放送局         | 放送日時                  | 放送系列                      | 備考                           |
| -------------- | -------------- | ------------------------- | ----------------------------- | ------------------------------ |
| 関東広域圏     | 日本テレビ     | 日曜 10:00 - 10:30        | 日本テレビ系列                | 制作局                         |
| 宮城県         | ミヤギテレビ   | 日曜 10:00 - 10:30        | 日本テレビ系列                |                                |
| 福島県         | 福島中央テレビ | 日曜 10:00 - 10:30        | 日本テレビ系列                |                                |
| 新潟県         | テレビ新潟     | 日曜 10:00 - 10:30        | 日本テレビ系列                |                                |
| 静岡県         | 静岡第一テレビ | 日曜 10:00 - 10:30        | 日本テレビ系列                |                                |
| 中京広域圏     | 中京テレビ     | 日曜 10:00 - 10:30        | 日本テレビ系列                |                                |
| 近畿広域圏     | 読売テレビ     | 日曜 10:00 - 10:30        | 日本テレビ系列                |                                |
| 広島県         | 広島テレビ     | 日曜 10:00 - 10:30        | 日本テレビ系列                |                                |
| 香川県・岡山県 | 西日本放送     | 日曜 10:00 - 10:30        | 日本テレビ系列                |                                |
| 福岡県         | 福岡放送       | 日曜 10:00 - 10:30        | 日本テレビ系列                |                                |
| 熊本県         | 熊本県民テレビ | 日曜 10:00 - 10:30        | 日本テレビ系列                |                                |
| 北海道         | 札幌テレビ     | 日曜 8:30 - 9:00          | 日本テレビ系列                |                                |
| 山梨県         | 山梨放送       | 水曜 17:30 - 18:00        | 日本テレビ系列                |                                |
| 長野県         | テレビ信州     | 火曜 17:00 - 17:30        | 日本テレビ系列 テレビ朝日系列 |                                |
| 長崎県         | テレビ長崎     | 火曜 16:30 - 17:00        | フジテレビ系列 日本テレビ系列 |                                |
| 宮崎県         | 宮崎放送       | 金曜 17:30 - 18:00        | TBS系列                       |                                |
| 沖縄県         | 琉球放送       | 月曜 - 木曜 17:00 - 17:30 | TBS系列                       | 本放送終了後、1988年頃に放送。 |

## コミック版
講談社の『週刊少年マガジン』1986年19号から36号に、原案たなみやすお・作者高橋かずおによるコミカライズ版が連載された。単行本は全2巻。